# همه‌پرسی سیلزی علیا

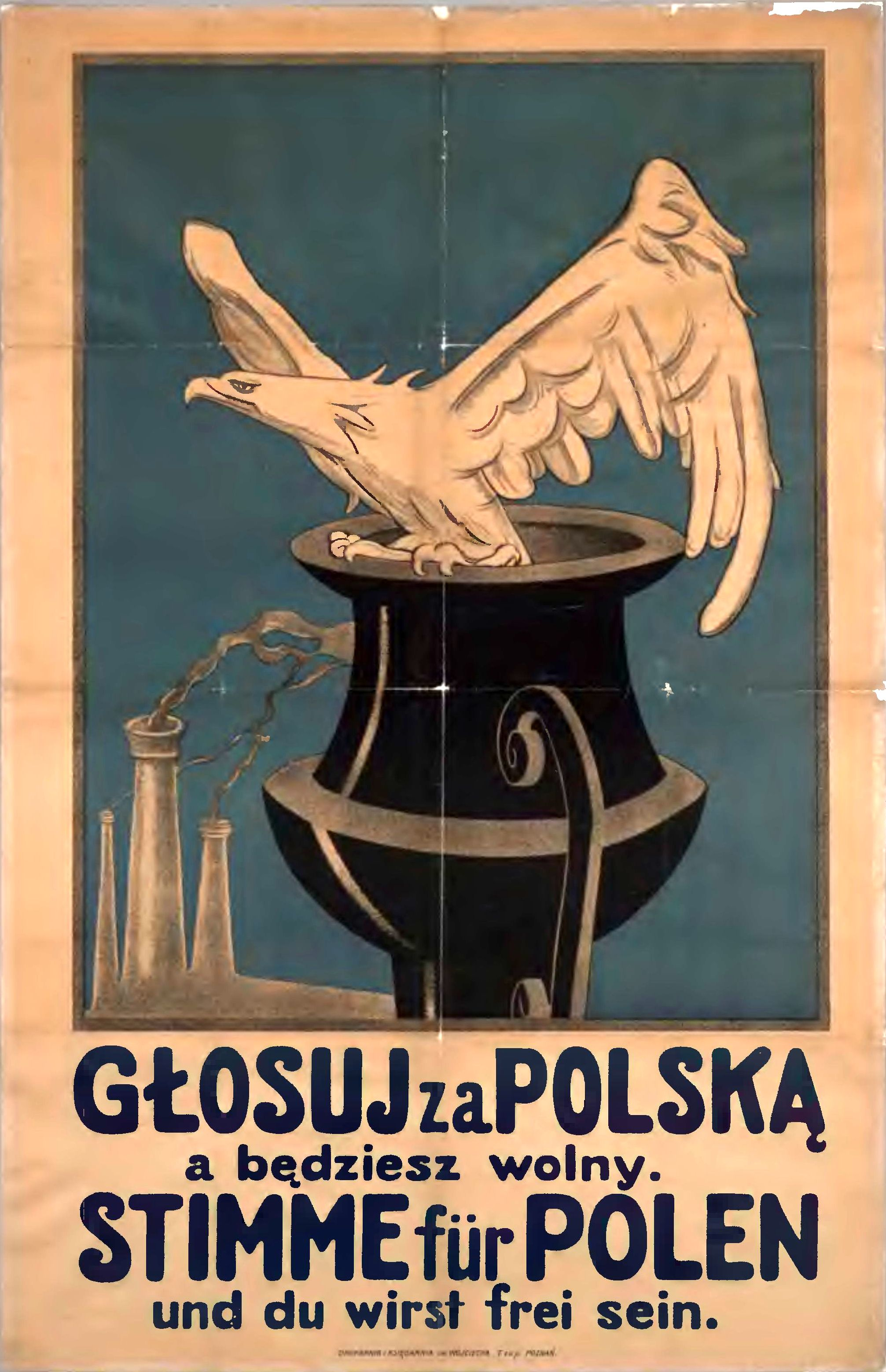
پستر پروپاگاندای لهستانی در همه‌پرسی: «به لهستان رأی بده و آزاد باش»

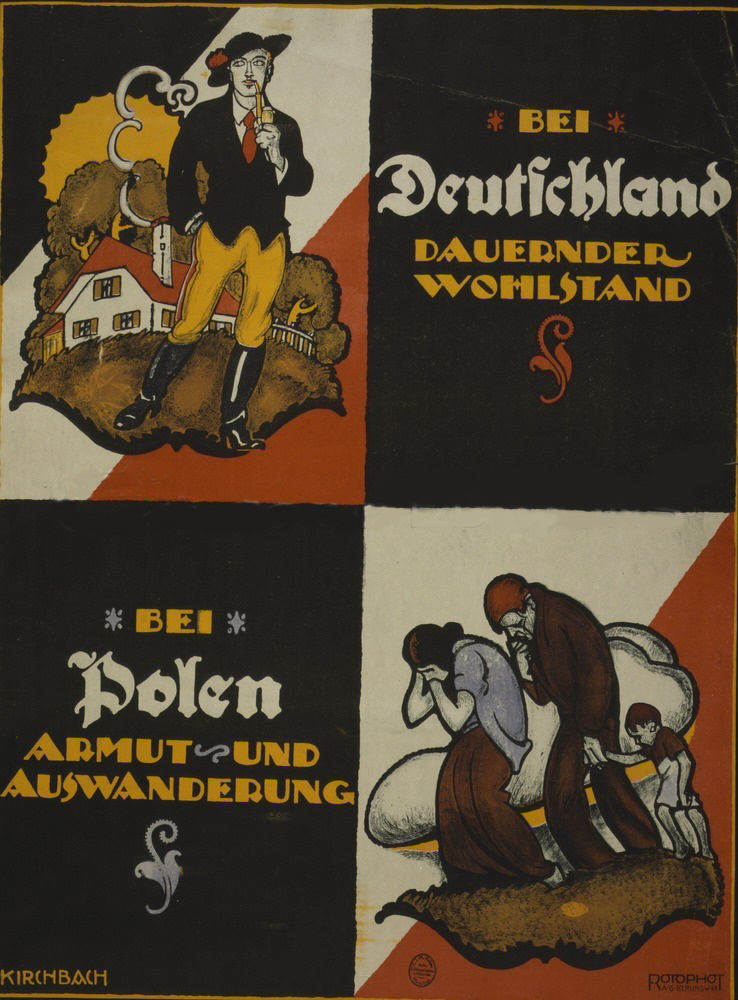
پستر پروپاگاندای آلمانی در همه‌پرسی: «عاقبت رای به آلمان، عاقبت رای به لهستان»

همه‌پرسی سیلزی علیا یک همه‌پرسی بود که پیمان ورسای اجرای آن را برای مشخص کردن مرز بین آلمان (جمهوری وایمار) و لهستان (جمهوری دوم لهستان) الزامی کرده بود و در ۲۰ مارس ۱۹۲۱ اجرا شد. منطقهٔ سلزی علیا از لحاظ تاریخی ترکیبی از لهستانی‌ها و آلمانی‌ها بود و بنابر آمار پیش از جنگ جهانی اول ۶۰ درصد جمعیت آن را لهستانی‌ها تشکیل می‌دادند و مدعی بودند امپراتوری آلمان نسبت به ایشان سیاستی تبعیض‌آمیز در پیش گرفته‌است و علیه آلمانی‌ها دست به سه شورش مسلح و گسترده زدند. در نتیجهٔ این همه‌پرسی از ۱۵ مه ۱۹۲۲ بخش‌هایی از منطقهٔ سیلزی علیا بخشی از جمهوری دوم لهستان شد.

## پس زمینه
متفقین مسئلهٔ سیلزی علیا را پس از آن به «جامعه» ارجاع دادند که خود نتوانستند مناقشات ارضی در این منطقه را حل کنند. پس از جنگ جهانی اول، جمهوری دوم لهستان مدعی حاکمیت بر سیلزی علیا، که پیشتر بخشی از پروس بود شد. در معاهدهٔ ورسای پیشنهادی مبنی بر اجرای همه‌پرسی سیلزی در علیا گنجانده شده‌است تا در مورد این امر تصمیم‌گیری شود که این منطقه بخشی از کدامیک از دو کشور آلمان یا لهستان باشد. اعتراض‌ها در مورد تبعیض‌های مقامات آلمانی با ساکنان لهستانی‌الاصل این مناطق منجر به شورش‌های سیلزی اول و دوم (۱۹۱۹ و ۱۹۲۰) شد.

## برگزاری همه‌پرسی
در همه‌پرسی ۲۰ مارس ۱۹۲۱، ۵۹٫۶ درصد (حدود ۵۰۰٬۰۰۰ نفر) از آرا برای الصاق به آلمان بود، ولی لهستان مدعی شد که شرایط رای‌گیری عادلانه نبوده‌است. این امر به سومین شورش سیلزی در ۱۹۲۱ انجامید.

## تقسیم سیلزی علیا
در ۱۲ اوت ۱۹۲۱، حل این مسئله به «جامعه» ارجاع شد. شورای اجرایی کمیته‌ای بری مطالعهٔ وضعیت با حضور نمایندگانی از بلژیک، برزیل، چین، و اسپانیا تشکیل داد.
کمیته پیشنهاد کرد که سیلزی علیا بنابر بر خواستهٔ مشخص‌شدهٔ هر بخش بین دو کشور لهستان و آلمان تقسیم شود و دو کشور تمهیداتی برای ارتباط دو منطقه (از جمله آزادی تجارت کالا بین دو منطقه بسته به همبستگی اقتصادی و صنعتی آن‌ها) در نظر بگیرند.
در نوامبر ۱۹۲۱ کنفرانسی در ژنو تشکیل شد تا قراردادی بین دو کشور منعقد شود. پس از پنج جلسه، قرار بر آن شد که بیشتر مناطق سیلزی علیا به آلمان تخصیص یابد، ولی اغلب منابع معدنی و مقدار زیادی از صنایع منطقه در بخشی قرار داشت که به لهستان تخصیص یافته بود.

## پیامد
اعلان عمومی این موافقت‌نامه در مه ۱۹۲۲ موجب خشم مردم آلمان شد، بااین‌حال هر دو کشور قرار را به‌تصویب رساندند و در نتیجهٔ آن صلحی در منطقه ایجاد شد که تا آغاز جنگ جهانی دوم پایدار ماند.